# Guido Pfosi
Guido Pfosi (* 16. Januar 1965 in Chur) ist ein ehemaliger Schweizer Eishockeyspieler und jetziger Juniorentrainer.

## Karriere
Der in Arosa aufgewachsene Pfosi begann seine Karriere beim EHC Arosa in der Nationalliga A, für die er bis 1986 spielte und mit denen er ein Mal Schweizer Meister wurde. Daneben erreichte er mit diesem Klub 1981 und 1984 den zweiten sowie 1985 den dritten Rang der Schweizer Meisterschaft. Nach dem Rückzug des EHC Arosa in die 1. Liga verliess der Verteidiger 1986 den Verein und unterschrieb beim EHC Olten. Dort spielte Pfosi eine Saison und wechselte anschliessend zum Ligakonkurrenten EHC Biel. Nach sechs Jahren bei den Bielern ging er im Anschluss zum HC La Chaux-de-Fonds und wurde mit der Mannschaft 1995 Meister der Nationalliga B. Danach kehrte er wieder zum EHC Biel zurück und spielte dort eine Saison, ehe er seine Karriere beendete und seither die Junioren des Vereins trainiert.

## Erfolge
- 1982 Schweizer Meister mit dem EHC Arosa
- 1995 Meister der Nationalliga B mit dem HC La Chaux-de-Fonds